# The Spirit of Christmas (film 1992)
The Spirit of Christmas, conosciuto anche come Jesus vs. Frosty è un cortometraggio del 1992 diretto e prodotto da Trey Parker e Matt Stone, all'epoca studenti dell'Università del Colorado. È il primo episodio pilota della serie animata South Park a cui seguirà Jesus vs. Santa del 1995.

## Trama
Quattro ragazzini stanno costruendo un pupazzo di neve cantando Frosty the Snowman quando, dopo avergli fatto indossare il cappello, questo prende vita uccidendo due di loro. Solo l'intervento di Gesù che esce dal presepe riesce a risolvere la situazione.

## Curiosità
Il personaggio che nel corto ha le fattezze di Eric Cartman viene chiamato qui Kenny, mentre i nomi degli altri tre ragazzini che dovrebbero ricordare Kenny, Stan e Kyle non vengono pronunciati.